# Джовани Галбайо
Вижте пояснителната страница за други личности с името Джовани.
Джовани Галбайо (на италиански: Giovanni Galbaio) е осмият дож на Венеция от 787 до 804 г.
Джовани Галбайо е съ-дож по време на управлението на баща си Маурицио Галбайо († 787) и го наследява на тази служба. Той има конфликти с патриарха на Градо, Джовани дегли Антинори († 802), който изгонва венецианските търговци от Пентаполиса в Марке (петте града Римини, Пезаро, Фано, Сенигалия и Анкона).
С помощта на императрица Ирина Галбайо поставя сина си Маурицио Галбайо II за съ-дож. През 803 г. избухва въстание и Джовани със сина му бягат в Мантуа. Обелерио Антенорео го сменя като дож през 804 г.